# Sōhei Kamiya
Sōhei Kamiya (神谷 宗幣 Kamiya Sōhei?,  12 de octubre de 1977, Takahama) es un político japonés, miembro de la Cámara de Consejeros de Japón desde 2022 y presidente del partido Sanseitō desde 2020.

## Biografía
Nació el 12 de octubre de 1977 en el pueblo de Takahama, distrito de Ōi, prefectura de Fukui, Japón.
En 1996 se graduó de la escuela secundaria local y luego ingresó a la Facultad de Humanidades de la Universidad Kansai, donde estudió historia y geografía. Tras finalizar sus estudios, se trasladó a Suita, en la prefectura de Osaka, donde se desempeñó como profesor de secundaria. En 2004 ingresó a la Facultad de Derecho de la misma universidad, donde completó el curso profesional en 2007 y obtuvo el grado de Doctor en Leyes.
En las elecciones locales de 2007 fue elegido por primera vez como miembro del consejo municipal de Suita, y más tarde fundó el partido político regional Suita Shinsengai, convirtiéndose en su primer presidente.
En noviembre de 2012, Kamiya se unió al Partido Liberal Democrático de Japón, asumiendo la dirección de su sección local en el distrito 13 de Osaka. En las elecciones parlamentarias de 2012, el presidente del partido, Shinzō Abe, le dio su apoyo personal, pero Kamiya no logró reunir los votos necesarios para resultar electo
En 2019 fundó la organización política en línea Seitō DIY (政党DIY?) y, en marzo de 2020, junto con sus colaboradores más cercanos, fundó el partido político Sanseitō, asumiendo el cargo de presidente. El 10 de julio de 2022 presentó su candidatura en la elección a la Cámara de Consejeros, logrando la victoria.
El 30 de junio de 2025, Kamiya anunció que un exmiembro de la Asociación Japonesa de Innovación se había unido a Sanseitō, lo que permitió al partido alcanzar los cinco escaños necesarios en el Parlamento para participar en los debates televisados. El 13 de julio del mismo año, Kamiya declaró que su partido adoptaría la política de «Los japoneses primero». Su partido pasó de 1 a 15 congresistas en la elección de la Cámara de Consejeros de Japón de 2025.